# 別雷尼奇區
別雷尼奇區（羅馬化：Belynichskiy rayon）是白俄羅斯東部莫吉廖夫州的一個區，行政中心为别雷尼奇，面積1,419.52平方公里，2009年人口21,839，人口密度每平方公里15.38人。